# Генеральна угода з торгівлі послугами
Генеральна угода з торгівлі послугами (англ. «General Agreement on Trade in Services» — «GATS») - угода Світової організації торгівлі (СОТ), що набрала чинності у січні 1995 року в результаті Уругвайського раунду переговорів. Угоду було укладено для поширення багатосторонньої системи торгівлі на сектор послуг у такий спосіб, як Генеральна угода з тарифів і торгівлі (ГАТТ) забезпечує подібну систему для торгівлі товарами.
Всі члени СОТ є державами, що підписали ГАТС. Основний принцип СОТ стосовно режиму найбільшого сприяння (РНС) застосовується до ГАТС також. Однак, під час приєднання краї-члени можуть вносити тимчасові винятки в це правило.

## Історична довідка
Оскільки головною місією ГАТС є усунення торговельних бар'єрів, країни-члени вільні вибирати сектори, які будуть "лібералізовані" більше, яка модель надання послуг буде застосовуватися у окремому секторі і якою буде ступінь лібералізації у певний період часу. Зобов'язання країн-членів регулюються "ефектом храповика", який означає, що зобов'язання є односторонніми і не повинні бути відкликані. Мета цього правила - створення стабільного торговельного клімату. Однак, Стаття XXI дозволяє країнам-членам відкликати свої зобов'язання і до цього часу лише США та ЄС скористалися цією можливістю. У листопаді 2008 року Болівія повідомила, що зніме з себе зобов'язання у сфері медичних послуг.
Деякі групи активістів вважають, що ГАТС ризикує підірвати здатність уряду регулювати торговельну діяльність у межах власних кордонів та поступитися інтересами громадян заради інтересів бізнесу. Занепокоєння цих груп, здавалося б, підтверджуються фактами: подивитись на Велику Британію та стрімку приватизацію сектору державних послуг - охорона здоров'я, поліція, освіта - яка слідує за приватизацією телекомунікацій, залізничних шляхів, контроль за повітряними суднами і так далі. У 2003 році мережа GATSwatch опублікувала доповідь з критикою, яка була підтримана більш ніж 500 організаціями у 60 країнах. В той же час країни не зобов'язані долучатися до міжнародних угод на кшталт ГАТС. Країнам, що бажають залучити інвестиції та інтенсифікувати торгівлю, ГАТС надає прозорості та правової передбачуваності. Правові перешкоди для торгівлі послугами можуть мати легітимні підстави, проте водночас можуть бути і ефективним інструментом для великих масштабів корупції (De Soto, Hernando. The Mystery of Capital: Why Capitalism Triumphs in the West and Fails Everywhere Else).

## 4 моделі надання послуг
| | Критерії | Присутність надавача                                   |
| Модель 1: Транскордонне надання послуг                                                                               | Послуга надається на території країни-члена з території іншої-країни члена                                            | Надавач послуги не присутній на території країни-члена |
| Модель 2: Споживання за кордоном                                                                                     | Послуга надається за межами території країни-члена надавача послуги отримувачу послуги на території його країни-члена | Надавач послуги не присутній на території країни-члена |
| Модель 3: Комерційна присутність                                                                                     | Послуга надається на території країни-члена через комерційну присутність надавача послуги                             | Надавач послуги присутній на території країни-члена    |
| Модель 4: Присутність фізичної особи                                                                                 | Послуга надається на території країни-члена, надавач послуги присутній у вигляді фізичної особи                       | Надавач послуги присутній на території країни-члена    |
| Примітка: З документу MTN.GNS/W/124, який доступний на сайті Світової організації торгівлі, posted courtesy of ISTIA | |                                                        |

## Сектори дії
Класифікація сектору послуг, на яку поширюється дія ГАТС, визначена у так званому "переліку W/120", який містить перелік всіх секторів, стосовно яких можуть вестися переговори у межах ГАТС. Назва відноситься до назви офіційного документа СОТ, MTN.GNS/W/120.

## Критика
ГАТС піддана критиці за прагнення замінити силу національного законодавства і судової системи групою ГАТС з врегулювання суперечок, яка проводить закриті слухання. Прес-секретарі урядів-членів СОТ зобов'язані спростовувати подібну критику через відданість відчутній вигоді переважаючим торговельним принципам конкуренції та "лібералізації".
В той час як національні уряди мають право виключити будь-яку окрему послугу з лібералізації ГАТС, вони також знаходяться під тиском інтересів міжнародного бізнесу щодо утримання від виключення будь-якої послуги, що "надається на комерційній основі". Важливо комунальні послуги, такі як водопостачання та електроенерігя найчастіше пов'язані з придбанням споживачами і, таким чином, явно "надаються на комерційній основі". Аналогічно можна сказати про багато послуг у сфері охорони здоров'я та освіти, які деякі країни намагаються "експортувати" як прибуткові галузі.
Це визначення визначає практично будь-яку комунальну послугу як таку, що «надається на комерційній основі", і вже поширюється на такі сфери, як поліція, армія, в'язниці, судова система, державне управління та уряд. За досить короткочасний період часу ці сфери можуть бути відкритими для часткової приватизації або маркетизації, і, можливо, все, що сьогодні вважається комунальними послугами і є доступним всьому населенню країни як соціальні права, буде повністю приватизованим і доступним лише тим, хто має можливість заплатити. Цей процес в даний час далеко просунувся в більшості країн, як правило (і навмисно) без належного інформування та консультацій з громадськістю щодо того, чи дійсно це те, що вони бажають.